# Test de Wright
Le test, séro-diagnostic ou réaction de Wright,  du nom de Almroth Wright (1861-1947) sert à dépister et suivre la brucellose. Il s'agit d'une réaction de séro-agglutination qui identifie les anticorps de type IgM. 
Le test consiste à titrer les anticorps en effectuant une série de dilutions 1/20, 1/40, etc. Ne sont considérés comme positifs que les taux supérieurs ou égaux au 1/80. La réaction se positive dès le 12e ou 15e jour de la maladie, passe par un pic et décroit vers des valeurs non significatives vers le 5e ou 6e mois.
Il peut être faussement positif par réaction croisée, notamment avec Yersinia enterocolitica (le test ne fait pas la différence). Il peut être faussement négatif ou d'interprétation délicate à distance d'un épisode aigu.
Autres choses sont la manœuvre et le syndrome de Wright, du nom de Irving Sherwood Wright (de) (1901-1997). La manœuvre consiste à évaluer une éventuelle étroitesse du défilé thoraco-brachial par abduction à 180° et rotation externe du bras pour constater l'abolition du pouls radial et l'apparition d'un souffle sus-claviculaire. Ce qui indiquerait alors un syndrome du défilé thoraco-brachial. Cette manœuvre (comme d'autres analogues) est de valeur discutée, car souvent positive chez des sujets normaux.
Le syndrome de Wright, appelé aussi syndrome du petit pectoral, est un cas particulier de syndrome du défilé, où l'artère sous-clavière est comprimée par le muscle petit pectoral en tension. Il réalise un ensemble de troubles neurovasculaires lors d'une abduction forcée prolongée du bras. 